# Грот, Александра Георгиевна
Александра Георгиевна Грот (род. 1981, Москва) — российская флейтистка.
В восьмилетнем возрасте решила стать флейтисткой, услышав концерт Джеймса Голуэя. Окончила  Специальную музыкальную школу имени Гнесиных (1998) у Альберта Гофмана, затем занималась в Парижской консерватории у Пьера Ива Арто и в Мюнхенской Высшей школе музыки у Андраша Адорьяна. Лауреат нескольких международных конкурсов, в том числе первой премии Международного конкурса имени Карла Нильсена (Оденсе, Дания, 2006). В том же году выпустила первый альбом, целиком составленный из произведений русских композиторов: Стравинского, Прокофьева, Шнитке и Эдисона Денисова.

## Творческие контакты
В 2003 играла в Париже со Шломо Минцем.

## Признание
Премия Ювентус (2004).